# Changzheng (berg)
Changzheng är ett berg i Kina. Det ligger i den autonoma regionen Tibet, i den sydvästra delen av landet, omkring 450 kilometer sydväst om regionhuvudstaden Lhasa. Toppen på Changzheng är 6 854 meter över havet, eller 500 meter över den omgivande terrängen. Bredden vid basen är 4,4 km.
Trakten runt Changzheng är nära nog obefolkad, med mindre än två invånare per kvadratkilometer. Det finns inga samhällen i närheten. Trakten runt Changzheng är permanent täckt av is och snö.
Genomsnittlig årsnederbörd är 980 millimeter. Den regnigaste månaden är juli, med i genomsnitt 216 mm nederbörd, och den torraste är november, med 4 mm nederbörd.